# Pygopleurus immundus
Pygopleurus immundus är en skalbaggsart som beskrevs av Edmund Reitter 1903. Pygopleurus immundus ingår i släktet Pygopleurus och familjen Glaphyridae. Inga underarter finns listade i Catalogue of Life.